# Имбрамовице (Малопольское воеводство)

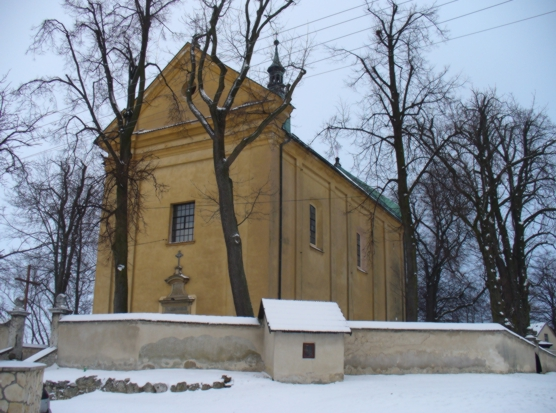
Церковь святого Бенедикта

Имбрамови́це (пол. Imbramowice) — село в Польше в гмине Тшичёнж Олькушского повета Малопольского воеводства.

## География
Село находится в 7 км от села Тшичёнж, 22 км от административного центра повета города Олькуш и 28 км от центра воеводства города Краков.

## История
Во время Польского королевства село Имбрамовице было центром одноимённой гмины. C 1975 по 1998 год село входило в Краковское воеводство.

## Известные жители и уроженцы
- Михал Пелчинский (1775—1833) — топограф, генерал бригады Войска Польского.

## Достопримечательности
- Церковь святого Бенедикта, построенная в 1736 году по проекту австрийского архитектора Йозефа Краузе.
- Кладбище XIX века. Самое старое захоронение датируется 1861 годом. На кладбище похоронены депутат польского Сейма Тадеуш Новак, профессор Зигмунт Новак и кавалер ордена Виртути Милитари Леон Боняк Рутковский;
- Монастырь норбертанок.